# Альпи (Місяць)

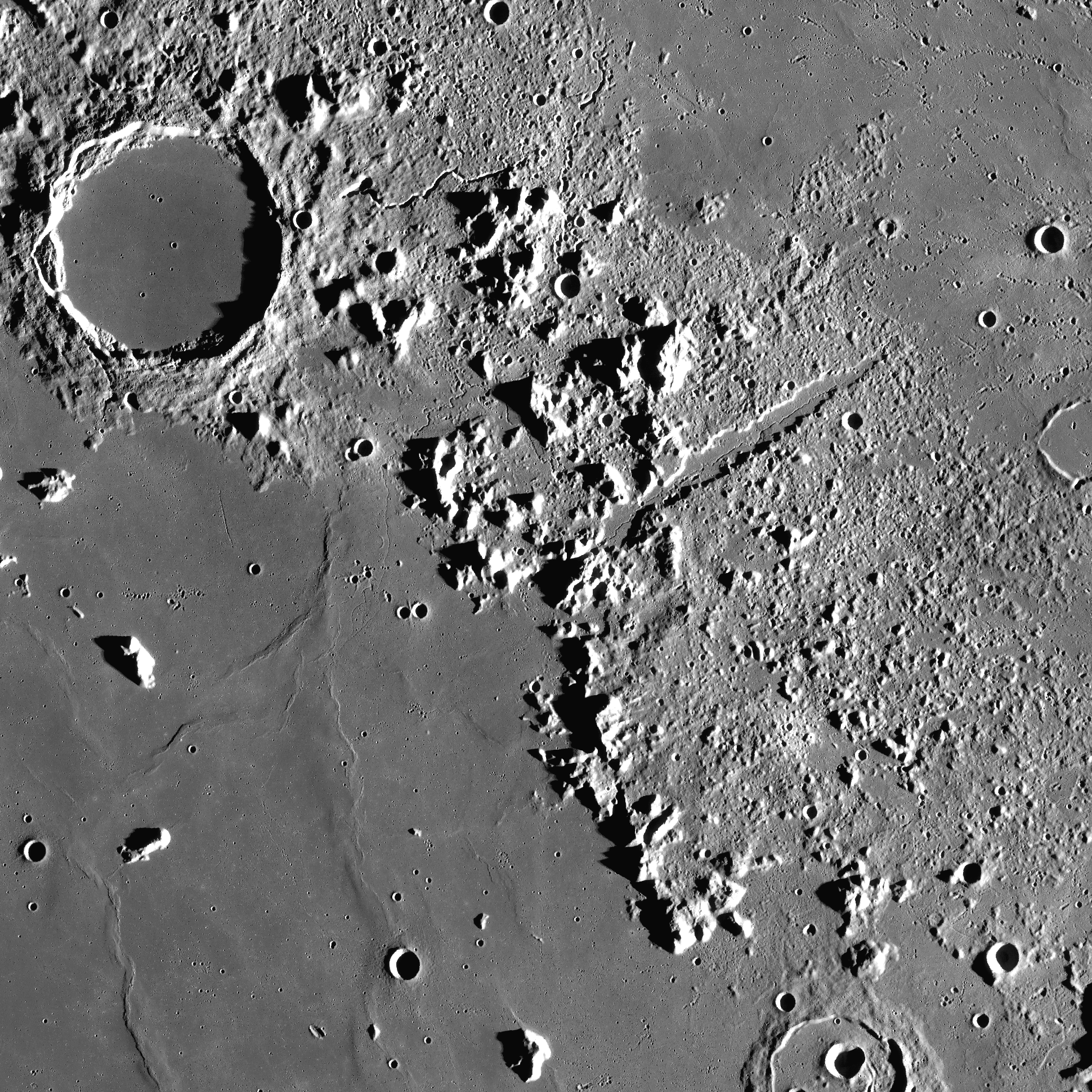
Місячні Альпи. Ліворуч унизу — Море Дощів, праворуч угорі — Море Холоду, ліворуч угорі — кратер Платон, правіше центру — Альпійська долина.

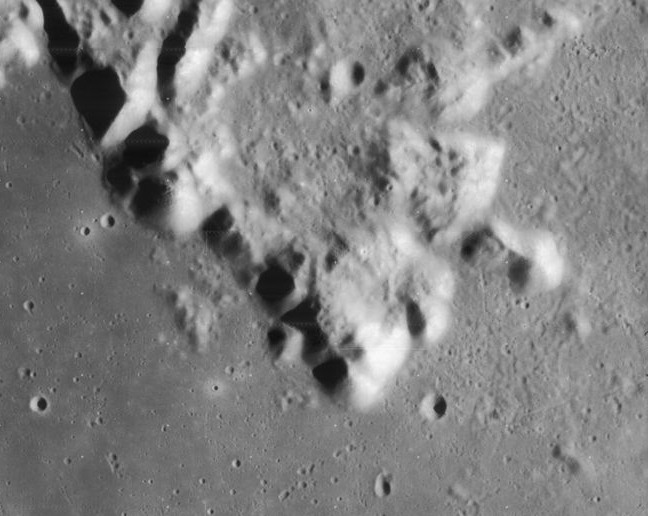
Південний кінець Альп: мис Аґассіса (внизу) та мис Девіля (вище й лівіше)

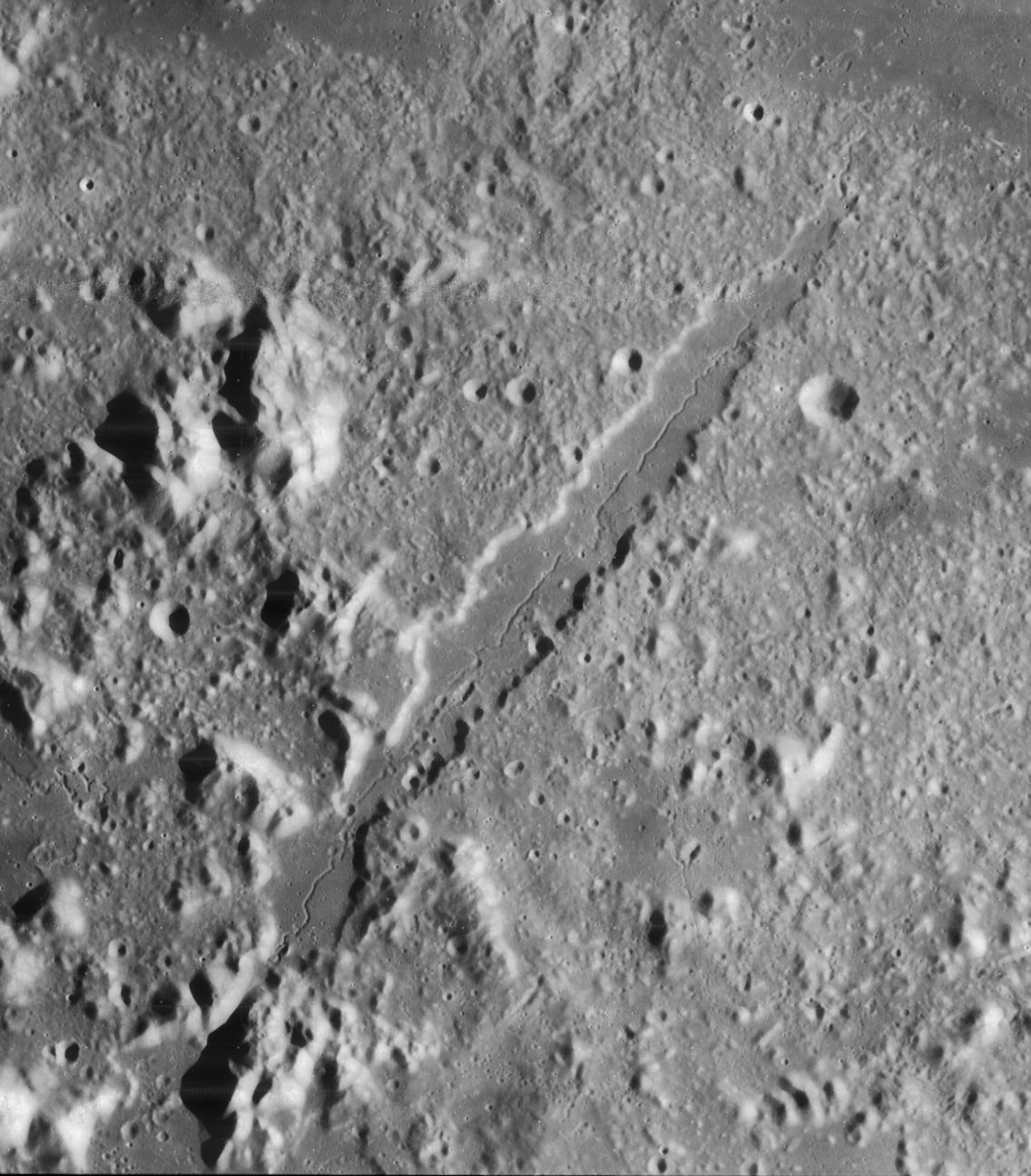
Альпійська долина

Альпи (лат. Montes Alpes) — гірська система на Місяці, на північно-східному краю
Моря Дощів. Є частиною кільцевого валу басейну цього моря. З протилежного боку межують із Морем Холоду. Тягнуться між кратерами Платон на північному заході та Кассіні на південному сході. Довжина — близько 450 км; висота найвищої вершини — 4,3–4,7 км відносно сусідніх морських ділянок та 1,72 км відносно місячного рівня відліку висот. Посередині перетяті Альпійською долиною — своєрідним об'єктом не до кінця зрозумілого походження.

## Назва
Ім'я земних Альп (лат. Alpes) цим горам дав Ян Гевелій 1647 року. 1935 року воно було затверджене Міжнародним астрономічним союзом в англійському варіанті Alps, а на початку 1960-х отримало нинішній латинізований вигляд Montes Alpes.
Одна з вершин цієї гірської системи має власне ім'я: Монблан (Mont Blanc). На відміну від земного Монблана, він не є найвищою вершиною своїх Альп. Південний кінець місячних Альп називається мисом Аґассіса (лат. Promontorium Agassiz), а менший випин на північний захід від нього — мисом Девіля (Promontorium Deville).

## Опис
Альпи разом із Кавказом, Апеннінами, Карпатами та деякими окремими горами складають головний вал басейну Моря Дощів. Таким чином, вони з'явилися разом із цим басейном завдяки удару астероїда, що стався на початку ранньоімбрійської епохи, 3,7–3,9 млрд років тому. В районі Альп цей вал роздвоюється: вони не є продовженням правильного півкільця Карпати — Апенніни — Кавказ. Для пояснення цього відхилення є кілька версій.
Найвища гора Альп не має офіційної назви й знаходиться на 50°11′ пн. ш. 1°44′ сх. д. / 50.18° пн. ш. 1.74° сх. д.; її абсолютна висота — 1,72 км. Друге місце посідає сусідня (13 км на захід) вершина: 1,23 км. На третьому місці Монблан: 1,12 км. Над рівнем сусідніх морів Дощів та Холоду головна вершина Альп височіє на 4,3–4,7 км. Таким чином, місячні Альпи дещо поступаються за висотою земним.
Одна з найпримітніших деталей рельєфу Альп — Альпійська долина (Vallis Alpes). Це западина довжиною близько 160 км і шириною до 15 км, що йде перпендикулярно берегу Моря Дощів, розтинаючи Альпи навпіл. Дно долини вкрите лавою та перетяте борозною, що тягнеться по всій її довжині. Ймовірно, Альпійська долина пов'язана походженням із басейном Моря Дощів, але деталі її утворення лишаються нез'ясованими.
Подекуди в Альпах, особливо в північній частині, трапляються й інші долини та протоки, залиті морською лавою та перетяті звивистими борознами. Ймовірно, ці борозни були прокладені потоками лави. Можливо, деякі з них є зруйнованими лавовими тунелями. Кілька борозен поряд із кратером Платон отримали назву «борозни Платона» (Rimae Plato).

## Сателітні кратери
Ці кратери, розташовані в Альпах, названі «Альпи» (Alpes) з доданням великої латинської літери.
| Альпи | Координати                                              | Діаметр, км |
| ----- | ------------------------------------------------------- | ----------- |
| A     | 51°23′ пн. ш. 0°18′ зх. д. / 51.39° пн. ш. 0.30° зх. д. | 11          |
| B     | 45°49′ пн. ш. 0°55′ зх. д. / 45.81° пн. ш. 0.91° зх. д. | 5           |